# Distretto di Sarayacu
Il distretto di Sarayacu è uno dei sei distretti della provincia di Ucayali, in Perù. Si trova nella regione di Loreto e si estende su una superficie di 6.303,17 chilometri quadrati.
Istituito il 2 gennaio 1857, ha per capitale la città di Dos de Mayo.